# Scotogramma stretchii
Scotogramma stretchii är en fjärilsart som beskrevs av H. Edwards 1887. Scotogramma stretchii ingår i släktet Scotogramma och familjen nattflyn. Inga underarter finns listade.